# سونیتا علیزاده

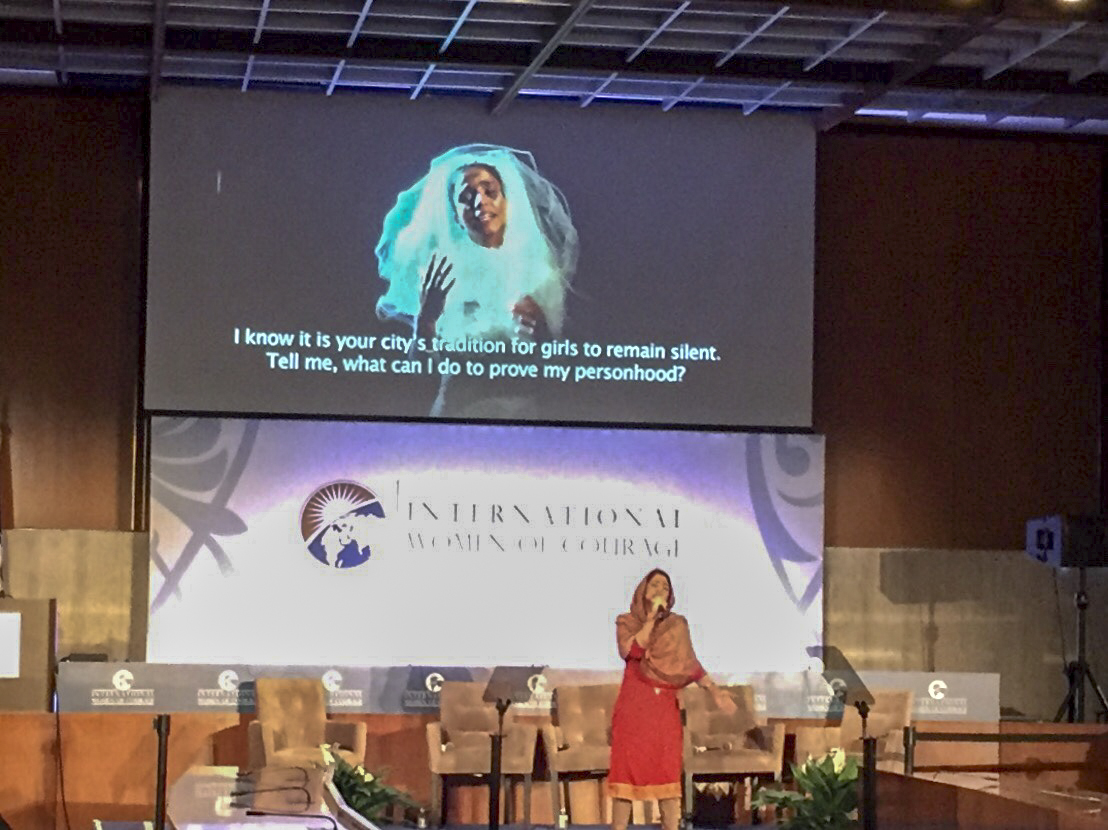
سونیتا علیزاده خواننده رپ افغانی در ۲۹ مارس ۲۰۱۶ در انجمن بین المللی زنان شجاع در وزارت امور خارجه ایالات متحده در واشنگتن دی سی اجرا می کند. اشعار او بر روی صفحه نمایش بالا نمایش داده شده است: "می دانم که این سنت شهر شماست که دختران این کار را انجام دهند. سکوت کن، بگو، برای اثبات شخصیتم چه کنم؟»

سونیتا علیزاده (زاده ۱۹۹۶ در هرات)، خوانندهٔ رپ اهل افغانستان است، که سال‌ها به عنوان پناهنده در ایران زندگی می‌کرد. او آهنگسازی، نواختن گیتار و خواندن را از سال ۲۰۱۲ با کمک رهام ماهر و رخساره قائم مقامی شروع کرد تا در سال ۲۰۱۴ میلادی توانست به خاطر ترانه‌ای در مورد انتخابات افغانستان جایزه‌ای یک هزار دلاری را از میان ۱۶ رپ خوان از آن خود کند. پس از آن با دریافت یک بورس تحصیلی به کمک سازمان خیریه مردم نهاد «خانه مهر» و با یاری خانم منیژه ترابیان به ایالات متحده آمریکا رفت و تا امروز در مدرسه‌ای در ایالت یوتا مشغول به تحصیل است.
علیزاده در زمینهٔ تئاتر نیز فعال است. رپ‌های او دربارهٔ موضوعاتی همچون افغانستان، سیاست، تبعیض علیه پناهندگان افغانستانی جمهوری اسلامی ایران، مشکلات زنان و دختران افغانستانی در جامعهٔ سنتی افغانستان، و کودکان کار است.
سونیتا علیزاده در سال ۲۰۲۱ برنده «جایزه آزادی» فرانسه شد. این جایزه ابتکاری آموزشی با هدف آگاهی از آزادی، صلح و حقوق بشر است.

## زندگی‌نامه
پدر علیزاده پس از مدتی زندگی در ایران فوت می‌کند و مادرش ایران را ترک کرد و او به همراه خواهرش در ایران ماند. به علت مهاجرت غیرقانونی، نتوانست در مدرسه‌های ایران حضور یابد، ولی توانست در یک سازمان مردم‌نهاد به نام خانهٔ مهر به تحصیل بپردازد. هنر علیزاده در آنجا مورد توجه و پشتیبانی قرار گرفت و این راه را ادامه داد.